# Formula Tasman 1974
La stagione 1974 della Formula Tasman fu l'undicesima della serie; iniziò il 5 gennaio e terminò il 23 febbraio dopo 8 gare. Fu vinta dal pilota britannico Peter Gethin su una Chevron B24-Chevrolet.

## La pre-stagione

### Calendario
Le gare valide per il campionato restano otto. L'Oran Park sostituisce il Circuito di Warwick Farm.
| Gara | Nome                                            | Circuito                       | Giri | Lunghezza          | Data        |
| ---- | ----------------------------------------------- | ------------------------------ | ---- | ------------------ | ----------- |
| 1    | Levin International                             | Circuito di Levin              | 84   | 84x2,01=169,97 km  | 5 gennaio   |
| 2    | Pukekohe GP                                     | Circuito di Pukekohe           | 58   | 58x2,816=163,33 km | 12 gennaio  |
| 3    | Gran Premio di Nuova Zelanda Lady Wigram Trophy | Circuito di Wigram             | 47   | 47x3,43=161,1 km   | 19 gennaio  |
| 4    | Teretonga International                         | Circuito di Teretonga Park     | 62   | 62x2,575=159,65 km | 26 gennaio  |
| 5    | Oran Park 100                                   | Oran Park Raceway              | 90   | 90x2=180 km        | 3 febbraio  |
| 6    | Surfers Paradise 100                            | Circuito di Surfers Paradise   | 50   | 50x3,21=160,5 km   | 10 febbraio |
| 7    | Sandown Park Cup                                | Circuito di Sandown            | 52   | 52x3,1=161,2 km    | 17 febbraio |
| 8    | Adelaide 100                                    | Adelaide International Raceway | 70   | 70x2,41=168,7 km   | 23 febbraio |

- Con sfondo scuro le gare corse in Australia, con sfondo chiaro quelle corse in Nuova Zelanda.

## Risultati e classifiche

### Gare
| Gara | Circuito         | Tempo     | Velocità    | Pole Position  | GPV            | Vincitore      | Vettura            |
| ---- | ---------------- | --------- | ----------- | -------------- | -------------- | -------------- | ------------------ |
| 1    | Levin            | 1h04'19"6 | 157,62 km/h |                | Graham McRae   | Johnnie Walker | Lola-Repco Holden  |
| 2    | Pukekohe         | 1h02'29"2 | 156,83 km/h |                | Graham McRae   | Peter Gethin   | Chevron-Chevrolet  |
| 3    | Wigram           | 52'29"8   | 184,16 km/h |                | Peter Gethin   | John McCormack | Elfin-Repco Holden |
| 4    | Teretonga        | 57'14"7   | 167,35 km/h |                | Graham McRae   | Max Stewart    | Lola-Chevrolet     |
| 5    | Oran Park        | 1h01'22"0 | 175,98 km/h | John McCormack | Johnnie Walker | Max Stewart    | Lola-Chevrolet     |
| 6    | Surfers Paradise | 57'11"6   | 168,39 km/h | Max Stewart    | Max Stewart    | Teddy Pilette  | Chevron-Chevrolet  |
| 7    | Sandown          | 54'22"1   | 177,89 km/h | Peter Gethin   | Peter Gethin   | Peter Gethin   | Chevron-Chevrolet  |
| 8    | Adelaide         | 1h01'10"7 | 165,47 km/h | Max Stewart    |                | Warwick Brown  | Lola-Chevrolet     |

### Classifica piloti
Al vincitore vanno 9 punti, 6 al secondo, 4 al terzo, 3 al quarto, 2 al quinto e 1 al sesto. Non vi sono scarti.
| Punti | 9 | 6 | 4 | 3 | 2 | 1 |

| Pos | Pilota           | LEV | PUK | NZL | TER | ORA | SUR | SAN | ADE | Pts   |
| --- | ---------------- | --- | --- | --- | --- | --- | --- | --- | --- | ----- |
| 1   | Peter Gethin     | 4   | 1   | 3   | 5   | 5   | 2   | 1   | 2   | 41    |
| 2   | Max Stewart      | 3   | 5   | Rit | 1   | 1   | Rit | 5   | Rit | 26    |
| 3   | Teddy Pilette    | Rit | 4   | 2   | 11  | 6   | 1   | 4   | Rit | 22    |
| 4   | Johnnie Walker   | 1   | 7   | Rit | Rit | 2   | 5   | 3   | Rit | 21    |
| =   | John McCormack   | Rit | 2   | 1   | Rit | 4   | 4   | 10  | Rit | 21    |
| 6   | Warwick Brown    | 6   | 6   | Rit | 4   | 3   | 7   | 6   | 1   | 19    |
| 7   | Graham McRae     | Rit | Rit | Rit | 2   | SQ  | 6   | 2   | 7   | 13    |
| 8   | Graeme Lawrence  | 11  | Rit | 6   | 3   | 7   | NC  | Rit | 3   | 9     |
| =   | David Oxton      | 7   | 3   | 4   | 10  | Rit | 9   | 8   | 5   | 9     |
| 10  | Allan McCully    | 2   | Rit | 7   | 6   | NA  |     | NA  |     | 7     |
| =   | Frank Matich     |     |     |     |     | NA  | 3   | Rit | 4   | 7     |
| 12  | Garry Pedersen   | NP  | 12  | 5   | 7   | Rit | NP  | Rit | Rit | 2     |
| =   | Ken Smith        | 5   | 8   | 10  | 8   |     |     |     |     | 2     |
| 14  | Garrie Cooper    |     |     |     |     | 9   | 8   | 7   | 6   | 1     |
| 15  | Robbie Booth     | 8   | 10  | Rit | 9   | NA  |     |     |     | 0     |
| 16  | Reg Cook         | 12  | 9   | 8   | Rit | NA  | NA  | NA  |     | 0     |
| 17  | John Leffler     |     |     |     |     | 8   |     | 9   |     | 0     |
| 18  | Baron Robertson  | 13  | 11  | 9   | 12  | 10  | 10  | 11  | Rit | 0     |
| 19  | Kevin Bartlett   | 9   | NP  | NA  |     |     |     |     |     | 0     |
| 20  | Neil Doyle       | 10  | NA  | Rit | Rit |     |     |     |     | 0     |
|     | Dexter Dunlop    | NA  | NC  | Rit | Rit |     |     | NA  |     | -     |
|     | Howie Sangster   |     |     |     |     | NA  | NA  | NA  | NC  | -     |
|     | Keith Laney      | NA  |     | Rit |     |     |     |     |     | -     |
|     | Bob Muir         |     |     |     |     | Rit |     |     |     | -     |
|     | Errol Richardson |     |     |     |     | Rit |     |     |     | -     |
|     | Frank Radisich   | NA  | NA  | NA  |     |     |     |     |     | -     |
|     | Steve Thompson   | NA  | NA  | NA  | NA  | NA  | NA  |     |     | -     |
|     | Calin Rayborn    | NA  |     |     |     |     |     |     |     | -     |
|     | Russ Noble       |     |     | NA  | NA  |     |     |     |     | -     |
|     | Don Fraser       |     |     |     |     | NA  |     |     |     | -     |
|     | Terry Quartly    |     |     |     |     |     | NA  |     |     | -     |
|     | Ken Shirvington  |     |     |     |     |     | NA  |     |     | -     |
|     | Ray Winter       |     |     |     |     |     | NA  |     |     | -     |
|     | Paul Feltham     |     |     |     |     |     |     | NA  |     | -     |
| Pos | Pilota           | LEV | PUK | NZL | TER | ORA | SUR | SAN | ADE | Punti |

| Colore  | Risultati                                                         |
| ------- | ----------------------------------------------------------------- |
| Oro     | Vincitore                                                         |
| Argento | 2º posto                                                          |
| Bronzo  | 3º posto                                                          |
| Verde   | Finita, a punti                                                   |
| Blu     | Finita, senza punti Finita, non classificato (NC)                 |
| Viola   | Non finita (Rit)                                                  |
| Rosso   | Non qualificato (NQ) Non pre-qualificato (NPQ)                    |
| Nero    | Squalificato (SQ)                                                 |
| Bianco  | Non partito (NP)                                                  |
| Celeste | Disputa solo le prove (SP)                                        |
| Celeste | Iscritto alle prove libere - Terzo pilota (TP) - dal 2003 al 2006 |
| Vuoto   | Non prende parte alle prove (NPR)                                 |
| Vuoto   | Iscritto ma non presente, non arrivato (NA)                       |
| Vuoto   | Ritirato prima dell'evento (WD)                                   |
| Vuoto   | Infortunato (INF)                                                 |
| Vuoto   | Escluso (ES)                                                      |
| Vuoto   | Gara cancellata (C)                                               |